# Olympische Sommerspiele 1972/Handball
Bei den XX. Olympischen Spielen 1972 in München wurde ein Handballwettbewerb der Männer ausgetragen. Olympiasieger wurde die Mannschaft Jugoslawiens vor der Tschechoslowakei und Rumänien. Es war die Olympiapremiere für den Hallenhandball. Zuvor war bei den Olympischen Spielen 1936 noch Feldhandball gespielt worden.

## Modus
16 Mannschaften nahmen am Wettbewerb teil. Sie waren in vier Gruppen (A–D) aufgeteilt, in denen alle vier Mannschaften jeweils einmal gegeneinander antraten. Anschließend spielten die Viertplatzierten der Gruppe A und B sowie C und D gegeneinander, die Sieger dieser beiden Partien spielten um die Plätze 13 und 14, die Verlierer um die Plätze 15 und 16. Der Drittplatzierte der Gruppe A spielte gegen den Dritten aus Gruppe B, der Drittplatzierte der Gruppe C spielte gegen den Dritten aus Gruppe D, und die Gewinner aus den zwei Partien um die Plätze 9 und 10, die Verlierer um die Plätze 11 und 12.
Die zwei besten Mannschaften je Gruppe kamen in die Hauptrunde, die jeweils Erst- und Zweitplatzierten der Gruppen A und B in die Gruppe I, die Erst- und Zweitplatzierten der Gruppen C und D in die Gruppe II. Innerhalb der beiden Gruppen spielten erneut jede Mannschaft gegen alle anderen. Die jeweils Viertplatzierten der Gruppen I und II spielten anschließend um die Plätze 7 und 8, die Drittplatzierten um die Plätze 5 und 6. Die Zweitplatzierten spielten um die Bronzemedaille (Platz 3) und Platz 4, die beiden Gruppensieger um olympisches Gold und olympisches Silber.
Das erste Spiel des Wettbewerbs fand am 30. August 1972, das Finale am 10. September 1972 statt.

## Spielort
Die Spiele fanden in der Olympiahalle München (Fassungsvermögen 12.000 Zuschauer), der Hohenstaufenhalle in Göppingen, der Donauhalle in Ulm, der Sporthalle Augsburg und der Sporthalle Böblingen statt.

## Resultate

### Vorrunde

#### Gruppe A
| Rang | Land        | S | G | U | V | Tore  | Punkte |
| ---- | ----------- | - | - | - | - | ----- | ------ |
| 1    | Schweden    | 3 | 1 | 2 | 0 | 40:34 | 4      |
| 2    | Sowjetunion | 3 | 1 | 2 | 0 | 40:34 | 4      |
| 3    | Polen       | 3 | 1 | 1 | 1 | 35:38 | 3      |
| 4    | Dänemark    | 3 | 0 | 1 | 2 | 30:39 | 1      |

| 30. August 1972 19:00 Uhr | Dänemark                 | 12:12 | Sowjetunion          | Donauhalle, Ulm Zuschauer: 2285 Schiedsrichter: Otto Falk, Hans Rosmanith |
| 30. August 1972 19:00 Uhr | meiste Tore: Vodsgaard 4 | (7:6) | meiste Tore: Gassi 6 | Donauhalle, Ulm Zuschauer: 2285 Schiedsrichter: Otto Falk, Hans Rosmanith |
| 30. August 1972 19:00 Uhr | Spielbericht             |       |                      | Donauhalle, Ulm Zuschauer: 2285 Schiedsrichter: Otto Falk, Hans Rosmanith |

| 30. August 1972 20:15 Uhr | Schweden                   | 13:13 | Polen                | Donauhalle, Ulm Zuschauer: 2285 Schiedsrichter: Milan Simanović, Vlado Valčić |
| 30. August 1972 20:15 Uhr | meiste Tore: L. Eriksson 7 | (5:7) | meiste Tore: Dybol 7 | Donauhalle, Ulm Zuschauer: 2285 Schiedsrichter: Milan Simanović, Vlado Valčić |
| 30. August 1972 20:15 Uhr | Spielbericht               |       |                      | Donauhalle, Ulm Zuschauer: 2285 Schiedsrichter: Milan Simanović, Vlado Valčić |

| 1. September 1972 19:00 Uhr | Dänemark              | 8:11  | Polen                 | Hohenstaufenhalle, Göppingen Zuschauer: 2500 Schiedsrichter: László Keszthelyi, László Márki |
| 1. September 1972 19:00 Uhr | meiste Tore: Hansen 4 | (4:6) | meiste Tore: Melcer 5 | Hohenstaufenhalle, Göppingen Zuschauer: 2500 Schiedsrichter: László Keszthelyi, László Márki |
| 1. September 1972 19:00 Uhr | Spielbericht          |       |                       | Hohenstaufenhalle, Göppingen Zuschauer: 2500 Schiedsrichter: László Keszthelyi, László Márki |

| 1. September 1972 20:15 Uhr | Schweden                   | 11:11 | Sowjetunion           | Hohenstaufenhalle, Göppingen Zuschauer: 2500 Schiedsrichter: Edgar Reichel, Wilfried Tetens |
| 1. September 1972 20:15 Uhr | meiste Tore: L. Eriksson 4 | (4:3) | meiste Tore: Ussaty 4 | Hohenstaufenhalle, Göppingen Zuschauer: 2500 Schiedsrichter: Edgar Reichel, Wilfried Tetens |
| 1. September 1972 20:15 Uhr | Spielbericht               |       |                       | Hohenstaufenhalle, Göppingen Zuschauer: 2500 Schiedsrichter: Edgar Reichel, Wilfried Tetens |

| 3. September 1972 19:00 Uhr | Dänemark                           | 10:16 | Schweden                                  | Sporthalle Böblingen, Böblingen Zuschauer: 2800 Schiedsrichter: Pandele Cârligeanu, Vasile Sidea |
| 3. September 1972 19:00 Uhr | meiste Tore: K. Andersen, Hansen 4 | (4:8) | meiste Tore: Bj. Andersson, L. Eriksson 4 | Sporthalle Böblingen, Böblingen Zuschauer: 2800 Schiedsrichter: Pandele Cârligeanu, Vasile Sidea |
| 3. September 1972 19:00 Uhr | Spielbericht                       |       |                                           | Sporthalle Böblingen, Böblingen Zuschauer: 2800 Schiedsrichter: Pandele Cârligeanu, Vasile Sidea |

| 3. September 1972 20:15 Uhr | Sowjetunion          | 17:11 | Polen                 | Sporthalle Böblingen, Böblingen Zuschauer: 2800 Schiedsrichter: Kai Huseby, Knut Nilson |
| 3. September 1972 20:15 Uhr | meiste Tore: Iljin 5 | (9:4) | meiste Tore: Melcer 4 | Sporthalle Böblingen, Böblingen Zuschauer: 2800 Schiedsrichter: Kai Huseby, Knut Nilson |
| 3. September 1972 20:15 Uhr | Spielbericht         |       |                       | Sporthalle Böblingen, Böblingen Zuschauer: 2800 Schiedsrichter: Kai Huseby, Knut Nilson |

#### Gruppe B
| Rang | Land             | S | G | U | V | Tore  | Punkte |
| ---- | ---------------- | - | - | - | - | ----- | ------ |
| 1    | DDR              | 3 | 3 | 0 | 0 | 51:32 | 6      |
| 2    | Tschechoslowakei | 3 | 1 | 1 | 1 | 56:40 | 3      |
| 3    | Island           | 3 | 1 | 1 | 1 | 57:51 | 3      |
| 4    | Tunesien         | 3 | 0 | 0 | 3 | 32:73 | 0      |

| 30. August 1972 19:00 Uhr | DDR                  | 16:11 | Island                                                       | Sporthalle Augsburg, Augsburg Zuschauer: 2000 Schiedsrichter: Pandele Cârligeanu, Vasile Sidea |
| 30. August 1972 19:00 Uhr | meiste Tore: Randt 5 | (7:6) | meiste Tore: Magnússon, Hallsteinsson, Gunnarsson, Jónsson 2 | Sporthalle Augsburg, Augsburg Zuschauer: 2000 Schiedsrichter: Pandele Cârligeanu, Vasile Sidea |
| 30. August 1972 19:00 Uhr | Spielbericht         |       |                                                              | Sporthalle Augsburg, Augsburg Zuschauer: 2000 Schiedsrichter: Pandele Cârligeanu, Vasile Sidea |

| 30. August 1972 20:15 Uhr | Tschechoslowakei     | 25:7   | Tunesien                | Sporthalle Augsburg, Augsburg Zuschauer: 2000 Schiedsrichter: Edgar Reichel, Wilfried Tetens |
| 30. August 1972 20:15 Uhr | meiste Tore: Beneš 8 | (10:3) | meiste Tore: Khalladi 2 | Sporthalle Augsburg, Augsburg Zuschauer: 2000 Schiedsrichter: Edgar Reichel, Wilfried Tetens |
| 30. August 1972 20:15 Uhr | Spielbericht         |        |                         | Sporthalle Augsburg, Augsburg Zuschauer: 2000 Schiedsrichter: Edgar Reichel, Wilfried Tetens |

| 1. September 1972 19:00 Uhr | DDR                                  | 21:9   | Tunesien                         | Donauhalle, Ulm Zuschauer: 1400 Schiedsrichter: Kai Huseby, Knut Nilson |
| 1. September 1972 19:00 Uhr | meiste Tore: Ganschow, Lakenmacher 5 | (11:2) | meiste Tore: Hamrouni, Sebabti 3 | Donauhalle, Ulm Zuschauer: 1400 Schiedsrichter: Kai Huseby, Knut Nilson |
| 1. September 1972 19:00 Uhr | Spielbericht                         |        |                                  | Donauhalle, Ulm Zuschauer: 1400 Schiedsrichter: Kai Huseby, Knut Nilson |

| 1. September 1972 20:15 Uhr | Tschechoslowakei       | 19:19  | Island                      | Donauhalle, Ulm Zuschauer: 1400 Schiedsrichter: Otto Falk, Hans Rosmanith |
| 1. September 1972 20:15 Uhr | meiste Tore: Konečný 6 | (8:10) | meiste Tore: Björgvinsson 5 | Donauhalle, Ulm Zuschauer: 1400 Schiedsrichter: Otto Falk, Hans Rosmanith |
| 1. September 1972 20:15 Uhr | Spielbericht           |        |                             | Donauhalle, Ulm Zuschauer: 1400 Schiedsrichter: Otto Falk, Hans Rosmanith |

| 3. September 1972 19:00 Uhr | DDR                     | 14:12 | Tschechoslowakei       | Hohenstaufenhalle, Göppingen Zuschauer: 3200 Schiedsrichter: Milan Simanović, Vlado Valčić |
| 3. September 1972 19:00 Uhr | meiste Tore: Ganschow 4 | (5:4) | meiste Tore: Konečný 7 | Hohenstaufenhalle, Göppingen Zuschauer: 3200 Schiedsrichter: Milan Simanović, Vlado Valčić |
| 3. September 1972 19:00 Uhr | Spielbericht            |       |                        | Hohenstaufenhalle, Göppingen Zuschauer: 3200 Schiedsrichter: Milan Simanović, Vlado Valčić |

| 3. September 1972 20:15 Uhr | Island                   | 27:16  | Tunesien                     | Hohenstaufenhalle, Göppingen Zuschauer: 3200 Schiedsrichter: László Keszthelyi, László Márki |
| 3. September 1972 20:15 Uhr | meiste Tore: Magnússon 7 | (14:7) | meiste Tore: Klai, Sebabti 3 | Hohenstaufenhalle, Göppingen Zuschauer: 3200 Schiedsrichter: László Keszthelyi, László Márki |
| 3. September 1972 20:15 Uhr | Spielbericht             |        |                              | Hohenstaufenhalle, Göppingen Zuschauer: 3200 Schiedsrichter: László Keszthelyi, László Márki |

#### Gruppe C
| Rang | Land           | S | G | U | V | Tore  | Punkte |
| ---- | -------------- | - | - | - | - | ----- | ------ |
| 1    | Rumänien       | 3 | 3 | 0 | 0 | 46:37 | 6      |
| 2    | BR Deutschland | 3 | 1 | 1 | 1 | 39:38 | 3      |
| 3    | Norwegen       | 3 | 1 | 1 | 1 | 48:50 | 3      |
| 4    | Spanien        | 3 | 0 | 0 | 3 | 39:47 | 0      |

| 30. August 1972 19:00 Uhr | Rumänien                      | 18:14   | Norwegen                 | Sporthalle Böblingen, Böblingen Zuschauer: 5000 Schiedsrichter: Hans-Joachim Siebert, Heinz Singer |
| 30. August 1972 19:00 Uhr | meiste Tore: Gruia, Gunesch 6 | (11:10) | meiste Tore: T. Hansen 4 | Sporthalle Böblingen, Böblingen Zuschauer: 5000 Schiedsrichter: Hans-Joachim Siebert, Heinz Singer |
| 30. August 1972 19:00 Uhr | Spielbericht                  |         |                          | Sporthalle Böblingen, Böblingen Zuschauer: 5000 Schiedsrichter: Hans-Joachim Siebert, Heinz Singer |

| 30. August 1972 20:15 Uhr | BR Deutschland                | 13:10 | Spanien                  | Sporthalle Böblingen, Böblingen Zuschauer: 5000 Schiedsrichter: Poul Ovdal, Jack Falk Rodil |
| 30. August 1972 20:15 Uhr | meiste Tore: Lange, Lübking 3 | (7:5) | meiste Tore: de Andrés 4 | Sporthalle Böblingen, Böblingen Zuschauer: 5000 Schiedsrichter: Poul Ovdal, Jack Falk Rodil |
| 30. August 1972 20:15 Uhr | Spielbericht                  |       |                          | Sporthalle Böblingen, Böblingen Zuschauer: 5000 Schiedsrichter: Poul Ovdal, Jack Falk Rodil |

| 1. September 1972 19:00 Uhr | Rumänien                      | 15:12 | Spanien                  | Sporthalle Augsburg, Augsburg Zuschauer: 3000 Schiedsrichter: Thorlid Janerstam, Lennart Larsson |
| 1. September 1972 19:00 Uhr | meiste Tore: Gruia, Tudosie 3 | (6:4) | meiste Tore: de Andrés 5 | Sporthalle Augsburg, Augsburg Zuschauer: 3000 Schiedsrichter: Thorlid Janerstam, Lennart Larsson |
| 1. September 1972 19:00 Uhr | Spielbericht                  |       |                          | Sporthalle Augsburg, Augsburg Zuschauer: 3000 Schiedsrichter: Thorlid Janerstam, Lennart Larsson |

| 1. September 1972 20:15 Uhr | BR Deutschland        | 15:15 | Norwegen                  | Sporthalle Augsburg, Augsburg Zuschauer: 3.000 Schiedsrichter: Hansjakob Bertschinger, Curt Gabriel |
| 1. September 1972 20:15 Uhr | meiste Tore: Bucher 7 | (7:8) | meiste Tore: Reinertsen 4 | Sporthalle Augsburg, Augsburg Zuschauer: 3.000 Schiedsrichter: Hansjakob Bertschinger, Curt Gabriel |
| 1. September 1972 20:15 Uhr | Spielbericht          |       |                           | Sporthalle Augsburg, Augsburg Zuschauer: 3.000 Schiedsrichter: Hansjakob Bertschinger, Curt Gabriel |

| 3. September 1972 19:00 Uhr | Rumänien             | 13:11 | BR Deutschland                  | Olympiahalle, München Zuschauer: 10.000 Schiedsrichter: Hans Carlsson, Leif Olsson |
| 3. September 1972 19:00 Uhr | meiste Tore: Gruia 7 | (5:5) | meiste Tore: Bucher, Westebbe 3 | Olympiahalle, München Zuschauer: 10.000 Schiedsrichter: Hans Carlsson, Leif Olsson |
| 3. September 1972 19:00 Uhr | Spielbericht         |       |                                 | Olympiahalle, München Zuschauer: 10.000 Schiedsrichter: Hans Carlsson, Leif Olsson |

| 3. September 1972 20:15 Uhr | Norwegen                  | 19:17  | Spanien              | Olympiahalle, München Zuschauer: 10.000 Schiedsrichter: Hans-Joachim Siebert, Heinz Singer |
| 3. September 1972 20:15 Uhr | meiste Tore: Reinertsen 5 | (10:4) | meiste Tore: Taure 6 | Olympiahalle, München Zuschauer: 10.000 Schiedsrichter: Hans-Joachim Siebert, Heinz Singer |
| 3. September 1972 20:15 Uhr | Spielbericht              |        |                      | Olympiahalle, München Zuschauer: 10.000 Schiedsrichter: Hans-Joachim Siebert, Heinz Singer |

#### Gruppe D
| Rang | Land               | S | G | U | V | Tore  | Punkte |
| ---- | ------------------ | - | - | - | - | ----- | ------ |
| 1    | Jugoslawien        | 3 | 3 | 0 | 0 | 63:45 | 6      |
| 2    | Ungarn             | 3 | 2 | 0 | 1 | 64:45 | 4      |
| 3    | Japan              | 3 | 1 | 0 | 2 | 46:56 | 2      |
| 4    | Vereinigte Staaten | 3 | 0 | 0 | 3 | 46:73 | 0      |

| 30. August 1972 19:00 Uhr | Jugoslawien            | 20:14  | Japan               | Hohenstaufenhalle, Göppingen Zuschauer: 1800 Schiedsrichter: Thorlid Janerstam, Lennart Larsson |
| 30. August 1972 19:00 Uhr | meiste Tore: Lavrnić 5 | (11:7) | meiste Tore: Noda 4 | Hohenstaufenhalle, Göppingen Zuschauer: 1800 Schiedsrichter: Thorlid Janerstam, Lennart Larsson |
| 30. August 1972 19:00 Uhr | Spielbericht           |        |                     | Hohenstaufenhalle, Göppingen Zuschauer: 1800 Schiedsrichter: Thorlid Janerstam, Lennart Larsson |

| 30. August 1972 20:15 Uhr | Ungarn                | 28:15  | Vereinigte Staaten                 | Hohenstaufenhalle, Göppingen Zuschauer: 1800 Schiedsrichter: Unto Repo, Heikki Tuominen |
| 30. August 1972 20:15 Uhr | meiste Tore: Varga 13 | (16:8) | meiste Tore: Rogers, Schlesinger 4 | Hohenstaufenhalle, Göppingen Zuschauer: 1800 Schiedsrichter: Unto Repo, Heikki Tuominen |
| 30. August 1972 20:15 Uhr | Spielbericht          |        |                                    | Hohenstaufenhalle, Göppingen Zuschauer: 1800 Schiedsrichter: Unto Repo, Heikki Tuominen |

| 1. September 1972 19:00 Uhr | Jugoslawien                     | 25:15  | Vereinigte Staaten        | Sporthalle Böblingen, Böblingen Zuschauer: 1800 Schiedsrichter: Hans-Joachim Siebert, Heinz Singer |
| 1. September 1972 19:00 Uhr | meiste Tore: Horvat, Pribanić 7 | (11:9) | meiste Tore: Abrahamson 6 | Sporthalle Böblingen, Böblingen Zuschauer: 1800 Schiedsrichter: Hans-Joachim Siebert, Heinz Singer |
| 1. September 1972 19:00 Uhr | Spielbericht                    |        |                           | Sporthalle Böblingen, Böblingen Zuschauer: 1800 Schiedsrichter: Hans-Joachim Siebert, Heinz Singer |

| 1. September 1972 20:15 Uhr | Ungarn               | 20:12  | Japan                          | Sporthalle Böblingen, Böblingen Zuschauer: 2000 Schiedsrichter: Hans Carlsson, Leif Olsson |
| 1. September 1972 20:15 Uhr | meiste Tore: Varga 6 | (10:7) | meiste Tore: Chikamori, Kino 3 | Sporthalle Böblingen, Böblingen Zuschauer: 2000 Schiedsrichter: Hans Carlsson, Leif Olsson |
| 1. September 1972 20:15 Uhr | Spielbericht         |        |                                | Sporthalle Böblingen, Böblingen Zuschauer: 2000 Schiedsrichter: Hans Carlsson, Leif Olsson |

| 3. September 1972 19:00 Uhr | Jugoslawien            | 18:16 | Ungarn               | Sporthalle Augsburg, Augsburg Zuschauer: 1500 Schiedsrichter: Poul Ovdal, Jack Falk Rodil |
| 3. September 1972 19:00 Uhr | meiste Tore: Lavrnić 8 | (9:8) | meiste Tore: Varga 5 | Sporthalle Augsburg, Augsburg Zuschauer: 1500 Schiedsrichter: Poul Ovdal, Jack Falk Rodil |
| 3. September 1972 19:00 Uhr | Spielbericht           |       |                      | Sporthalle Augsburg, Augsburg Zuschauer: 1500 Schiedsrichter: Poul Ovdal, Jack Falk Rodil |

| 3. September 1972 20:15 Uhr | Japan                        | 20:16 | Vereinigte Staaten                | Sporthalle Augsburg, Augsburg Zuschauer: 1500 Schiedsrichter: Hansjakob Bertschinger, Curt Gabriel |
| 3. September 1972 20:15 Uhr | meiste Tore: Nobuyuki Iida 7 | (9:9) | meiste Tore: Abrahamson, Rogers 4 | Sporthalle Augsburg, Augsburg Zuschauer: 1500 Schiedsrichter: Hansjakob Bertschinger, Curt Gabriel |
| 3. September 1972 20:15 Uhr | Spielbericht                 |       |                                   | Sporthalle Augsburg, Augsburg Zuschauer: 1500 Schiedsrichter: Hansjakob Bertschinger, Curt Gabriel |

### Hauptrunde
Die in der Vorrunde erzielten Punkte gegen andere Hauptrundenmannschaften wurden weiter gezählt.

#### Gruppe I
| Rang | Land             | S | G | U | V | Tore  | Punkte |
| ---- | ---------------- | - | - | - | - | ----- | ------ |
| 1    | Tschechoslowakei | 3 | 2 | 0 | 1 | 42:38 | 4      |
| 2    | DDR              | 3 | 2 | 0 | 1 | 36:34 | 4      |
| 3    | Sowjetunion      | 3 | 1 | 1 | 1 | 34:34 | 3      |
| 4    | Schweden         | 3 | 0 | 1 | 2 | 34:40 | 1      |

| 5. September 1972 15:30 Uhr | Schweden                   | 12:15 | Tschechoslowakei                                          | Olympiahalle, München Zuschauer: 5000 Schiedsrichter: Otto Falk, Hans Rosmanith |
| 5. September 1972 15:30 Uhr | meiste Tore: L. Eriksson 5 | (6:7) | meiste Tore: Ivan Satrapa, Jiří Kavan, Jaroslav Konečný 3 | Olympiahalle, München Zuschauer: 5000 Schiedsrichter: Otto Falk, Hans Rosmanith |
| 5. September 1972 15:30 Uhr | Spielbericht               |       |                                                           | Olympiahalle, München Zuschauer: 5000 Schiedsrichter: Otto Falk, Hans Rosmanith |

| 5. September 1972 20:00 Uhr | Sowjetunion                                 | 11:8  | DDR                                               | Olympiahalle, München Zuschauer: 9000 Schiedsrichter: Milan Simanović, Vlado Valčić |
| 5. September 1972 20:00 Uhr | meiste Tore: Juri Klimow, Alexander Panow 3 | (4:4) | meiste Tore: Böhme, Lakenmacher, Röhrig, Würdig 2 | Olympiahalle, München Zuschauer: 9000 Schiedsrichter: Milan Simanović, Vlado Valčić |
| 5. September 1972 20:00 Uhr | Spielbericht                                |       |                                                   | Olympiahalle, München Zuschauer: 9000 Schiedsrichter: Milan Simanović, Vlado Valčić |

| 6. September 1972 15:30 Uhr | Schweden                   | 11:14 | DDR                     | Olympiahalle, München Zuschauer: 9000 Schiedsrichter: Pandele Cârligeanu, Vasile Sidea |
| 6. September 1972 15:30 Uhr | meiste Tore: L. Eriksson 4 | (6:8) | meiste Tore: Ganschow 6 | Olympiahalle, München Zuschauer: 9000 Schiedsrichter: Pandele Cârligeanu, Vasile Sidea |
| 6. September 1972 15:30 Uhr | Spielbericht               |       |                         | Olympiahalle, München Zuschauer: 9000 Schiedsrichter: Pandele Cârligeanu, Vasile Sidea |

| 6. September 1972 20:00 Uhr | Sowjetunion                    | 12:15 | Tschechoslowakei                | Olympiahalle, München Zuschauer: 10.000 Schiedsrichter: László Keszthelyi, László Márki |
| 6. September 1972 20:00 Uhr | meiste Tore: Walentin Kuljow 7 | (7:7) | meiste Tore: Jaroslav Konečný 4 | Olympiahalle, München Zuschauer: 10.000 Schiedsrichter: László Keszthelyi, László Márki |
| 6. September 1972 20:00 Uhr | Spielbericht                   |       |                                 | Olympiahalle, München Zuschauer: 10.000 Schiedsrichter: László Keszthelyi, László Márki |

#### Gruppe II
| Rang | Land           | S | G | U | V | Tore  | Punkte |
| ---- | -------------- | - | - | - | - | ----- | ------ |
| 1    | Jugoslawien    | 3 | 3 | 0 | 0 | 56:44 | 6      |
| 2    | Rumänien       | 3 | 2 | 0 | 1 | 46:39 | 4      |
| 3    | BR Deutschland | 3 | 1 | 0 | 2 | 43:51 | 2      |
| 4    | Ungarn         | 3 | 0 | 0 | 3 | 44:55 | 0      |

| 6. September 1972 15:30 Uhr | Rumänien             | 20:14  | Ungarn                            | Olympiahalle, München Zuschauer: 5000 Schiedsrichter: Singer, Siebert |
| 6. September 1972 15:30 Uhr | meiste Tore: Gruia 8 | (11:6) | meiste Tore: Kaló, István Varga 3 | Olympiahalle, München Zuschauer: 5000 Schiedsrichter: Singer, Siebert |
| 6. September 1972 15:30 Uhr | Spielbericht         |        |                                   | Olympiahalle, München Zuschauer: 5000 Schiedsrichter: Singer, Siebert |

| 6. September 1972 20:00 Uhr | BR Deutschland                | 15:24  | Jugoslawien                       | Olympiahalle, München Zuschauer: 9000 Schiedsrichter: Poul Ovdal, Jack Falk Rodil |
| 6. September 1972 20:00 Uhr | meiste Tore: Bucher, Karrer 4 | (7:14) | meiste Tore: Lavrnić, Lazarević 6 | Olympiahalle, München Zuschauer: 9000 Schiedsrichter: Poul Ovdal, Jack Falk Rodil |
| 6. September 1972 20:00 Uhr | Spielbericht                  |        |                                   | Olympiahalle, München Zuschauer: 9000 Schiedsrichter: Poul Ovdal, Jack Falk Rodil |

| 8. September 1972 15:30 Uhr | Rumänien             | 13:14 | Jugoslawien              | Olympiahalle, München Zuschauer: 9000 Schiedsrichter: Hans Carlsson, Leif Olsson |
| 8. September 1972 15:30 Uhr | meiste Tore: Gruia 8 | (4:5) | meiste Tore: Lazarević 6 | Olympiahalle, München Zuschauer: 9000 Schiedsrichter: Hans Carlsson, Leif Olsson |
| 8. September 1972 15:30 Uhr | Spielbericht         |       |                          | Olympiahalle, München Zuschauer: 9000 Schiedsrichter: Hans Carlsson, Leif Olsson |

| 8. September 1972 20:00 Uhr | BR Deutschland        | 17:14 | Ungarn                        | Olympiahalle, München Zuschauer: 10.000 Schiedsrichter: Thorlid Janerstam, Lennart Larsson |
| 8. September 1972 20:00 Uhr | meiste Tore: Möller 6 | (8:6) | meiste Tore: Stiller, K. Vass | Olympiahalle, München Zuschauer: 10.000 Schiedsrichter: Thorlid Janerstam, Lennart Larsson |
| 8. September 1972 20:00 Uhr | Spielbericht          |       |                               | Olympiahalle, München Zuschauer: 10.000 Schiedsrichter: Thorlid Janerstam, Lennart Larsson |

### Platzierungsrunde 13–16
| 7. September 1972 | Dänemark              | 29:21  | Tunesien               | Olympiahalle, München Zuschauer: 7000 Schiedsrichter: Kai Huseby, Knut Nilson |
| 7. September 1972 | meiste Tore: Hansen 8 | (11:9) | meiste Tore: Sebabti 8 | Olympiahalle, München Zuschauer: 7000 Schiedsrichter: Kai Huseby, Knut Nilson |
| 7. September 1972 | Spielbericht          |        |                        | Olympiahalle, München Zuschauer: 7000 Schiedsrichter: Kai Huseby, Knut Nilson |

| 7. September 1972 | Spanien               | 20:22  | Vereinigte Staaten        | Olympiahalle, München Zuschauer: 7000 Schiedsrichter: Hansjakob Bertschinger, Curt Gabriel |
| 7. September 1972 | meiste Tore: Morera 7 | (11:8) | meiste Tore: Abrahamson 7 | Olympiahalle, München Zuschauer: 7000 Schiedsrichter: Hansjakob Bertschinger, Curt Gabriel |
| 7. September 1972 | Spielbericht          |        |                           | Olympiahalle, München Zuschauer: 7000 Schiedsrichter: Hansjakob Bertschinger, Curt Gabriel |

### Platzierungsrunde 9–12
| 7. September 1972 | Polen                  | 20:17  | Island                   | Olympiahalle, München Zuschauer: 3000 Schiedsrichter: Edgar Reichel, Wilfried Tetens |
| 7. September 1972 | meiste Tore: Antczak 5 | (10:7) | meiste Tore: Magnússon 6 | Olympiahalle, München Zuschauer: 3000 Schiedsrichter: Edgar Reichel, Wilfried Tetens |
| 7. September 1972 | Spielbericht           |        |                          | Olympiahalle, München Zuschauer: 3000 Schiedsrichter: Edgar Reichel, Wilfried Tetens |

| 7. September 1972 | Norwegen                 | 19:17 | Japan                  | Olympiahalle, München Zuschauer: 3500 Schiedsrichter: Otto Falk, Hans Rosmanith |
| 7. September 1972 | meiste Tore: T. Hansen 5 | (8:9) | meiste Tore: Arinaga 5 | Olympiahalle, München Zuschauer: 3500 Schiedsrichter: Otto Falk, Hans Rosmanith |
| 7. September 1972 | Spielbericht             |       |                        | Olympiahalle, München Zuschauer: 3500 Schiedsrichter: Otto Falk, Hans Rosmanith |

### Endrunde

#### Spiel um Platz 15
| 9. September 1972 | Tunesien               | 20:23   | Spanien               | Olympiahalle, München Zuschauer: 9000 Schiedsrichter: Otto Falk, Hans Rosmanith |
| 9. September 1972 | meiste Tore: Sebabti 9 | (10:11) | meiste Tore: Rochel 9 | Olympiahalle, München Zuschauer: 9000 Schiedsrichter: Otto Falk, Hans Rosmanith |
| 9. September 1972 | Spielbericht           |         |                       | Olympiahalle, München Zuschauer: 9000 Schiedsrichter: Otto Falk, Hans Rosmanith |

#### Spiel um Platz 13
| 9. September 1972 | Dänemark              | 19:18  | Vereinigte Staaten                | Olympiahalle, München Zuschauer: 9000 Schiedsrichter: László Keszthelyi, László Márki |
| 9. September 1972 | meiste Tore: Hansen 8 | (12:6) | meiste Tore: Abrahamson, Rogers 5 | Olympiahalle, München Zuschauer: 9000 Schiedsrichter: László Keszthelyi, László Márki |
| 9. September 1972 | Spielbericht          |        |                                   | Olympiahalle, München Zuschauer: 9000 Schiedsrichter: László Keszthelyi, László Márki |

#### Spiel um Platz 11
| 9. September 1972 | Island                       | 18:19   | Japan                                   | Olympiahalle, München Zuschauer: 9000 Schiedsrichter: Sidea, Cârligeanu |
| 9. September 1972 | meiste Tore: Hallsteinsson 7 | (12:11) | meiste Tore: Arinaga, Chikamori, Iida 4 | Olympiahalle, München Zuschauer: 9000 Schiedsrichter: Sidea, Cârligeanu |
| 9. September 1972 | Spielbericht                 |         |                                         | Olympiahalle, München Zuschauer: 9000 Schiedsrichter: Sidea, Cârligeanu |

#### Spiel um Platz 9
| 9. September 1972 | Polen                 | 20:23 n. V.      | Norwegen                  | Olympiahalle, München Zuschauer: 9000 Schiedsrichter: Edgar Reichel, Wilfried Tetens |
| 9. September 1972 | meiste Tore: Melcer 6 | (10:10), (19:19) | meiste Tore: T. Hansen 10 | Olympiahalle, München Zuschauer: 9000 Schiedsrichter: Edgar Reichel, Wilfried Tetens |
| 9. September 1972 | Spielbericht          |                  |                           | Olympiahalle, München Zuschauer: 9000 Schiedsrichter: Edgar Reichel, Wilfried Tetens |

#### Spiel um Platz 7
| 10. September 1972 10:00 Uhr | Schweden               | 19:18  | Ungarn                 | Olympiahalle, München Zuschauer: 8000 Schiedsrichter: Singer, Siebert |
| 10. September 1972 10:00 Uhr | meiste Tore: Persson 5 | (11:8) | meiste Tore: K. Vass 6 | Olympiahalle, München Zuschauer: 8000 Schiedsrichter: Singer, Siebert |
| 10. September 1972 10:00 Uhr | Spielbericht           |        |                        | Olympiahalle, München Zuschauer: 8000 Schiedsrichter: Singer, Siebert |

#### Spiel um Platz 5
| 10. September 1972 21:00 Uhr | Sowjetunion                  | 17:16  | BR Deutschland                 | Olympiahalle, München Zuschauer: 12.000 Schiedsrichter: Milan Simanović, Vlado Valčić |
| 10. September 1972 21:00 Uhr | meiste Tore: Panow, Ussaty 4 | (10:9) | meiste Tore: Möller, Wehnert 5 | Olympiahalle, München Zuschauer: 12.000 Schiedsrichter: Milan Simanović, Vlado Valčić |
| 10. September 1972 21:00 Uhr | Spielbericht                 |        |                                | Olympiahalle, München Zuschauer: 12.000 Schiedsrichter: Milan Simanović, Vlado Valčić |

#### Spiel um Platz 3
| 10. September 1972 10:00 Uhr | DDR                  | 16:19  | Rumänien                      | Olympiahalle, München Zuschauer: 11.000 Schiedsrichter: Hans Carlsson, Leif Olsson |
| 10. September 1972 10:00 Uhr | meiste Tore: Böhme 4 | (8:11) | meiste Tore: Gruia, Gunesch 5 | Olympiahalle, München Zuschauer: 11.000 Schiedsrichter: Hans Carlsson, Leif Olsson |
| 10. September 1972 10:00 Uhr | Spielbericht         |        |                               | Olympiahalle, München Zuschauer: 11.000 Schiedsrichter: Hans Carlsson, Leif Olsson |

#### Finale
| 10. September 1972 21:00 Uhr | Jugoslawien              | 21:16  | Tschechoslowakei    | Olympiahalle, München Zuschauer: 12.000 Schiedsrichter: Poul Ovdal, Jack Falk Rodil |
| 10. September 1972 21:00 Uhr | meiste Tore: Lazarević 6 | (12:5) | meiste Tore: Jarý 6 | Olympiahalle, München Zuschauer: 12.000 Schiedsrichter: Poul Ovdal, Jack Falk Rodil |
| 10. September 1972 21:00 Uhr | Spielbericht             |        |                     | Olympiahalle, München Zuschauer: 12.000 Schiedsrichter: Poul Ovdal, Jack Falk Rodil |

## Abschlussplatzierung
| Platz  | Nation             |
| ------ | ------------------ |
| Gold   | Jugoslawien        |
| Silber | Tschechoslowakei   |
| Bronze | Rumänien           |
| 4      | DDR                |
| 5      | Sowjetunion        |
| 6      | BR Deutschland     |
| 7      | Schweden           |
| 8      | Ungarn             |
| 9      | Norwegen           |
| 10     | Polen              |
| 11     | Japan              |
| 12     | Island             |
| 13     | Dänemark           |
| 14     | Vereinigte Staaten |
| 15     | Spanien            |
| 16     | Tunesien           |

## Torschützenliste
| Pl. | Spieler            | Team               | Spiele | Tore |
| --- | ------------------ | ------------------ | ------ | ---- |
| 1   | Gheorghe Gruia     | Rumänien           | –      | 37   |
| 2   | István Varga       | Ungarn             | –      | 32   |
| 3   | Đorđe Lavrnić      | Jugoslawien        | –      | 28   |
| 4   | Milan Lazarević    | Jugoslawien        | –      | 27   |
| 4   | Flemming Hansen    | Dänemark           | –      | 27   |
| 6   | Lennart Eriksson   | Schweden           | –      | 25   |
| 7   | Richard Abrahamson | Vereinigte Staaten | –      | 24   |
| 7   | Faouzi Sebabti     | Tunesien           | –      | 24   |
| 9   | Jaroslav Konečný   | Tschechoslowakei   | –      | 22   |
| 9   | Torstein Hansen    | Norwegen           | –      | 22   |
| 11  | Jón Magnússon      | Island             | –      | 21   |
| 11  | Juan Morera        | Spanien            | –      | 21   |

## Mannschaftskader

### Mannschaftskader der Medaillengewinner
| Gold | Silber | Bronze |
| --- | --- | --- |
| Jugoslawien Abas Arslanagić Čedomir Bugarski (ohne Einsatz) Petar Fajfrić Hrvoje Horvat Milorad Karalić Đorđe Lavrnić Milan Lazarević Zdravko Miljak Slobodan Mišković Branislav Pokrajac Nebojša Popović Miroslav Pribanić Dobrivoje Selec (ohne Einsatz) Albin Vidović Zdenko Zorko Zoran Živković Trainer: Vlado Stenzel | Tschechoslowakei Peter Pospíšil Ivan Satrapa Vladimír Jarý Jiří Kavan Andrej Lukošík Vladimír Habr Jindřich Krepindl Ladislav Beneš Vincent Lafko Jaroslav Konečný Pavol Mikeš František Brůna Jaroslav Škarvan Zdeněk Škára František Králík Arnošt Klimčík Trainer: Jiří Vícha | Rumänien Cornel Penu Alexandru Dincă Gabriel Kicsid Gheorghe Licu Cristian Gațu Roland Gunesch Radu Voina Simon Schobel Gheorghe Gruia Werner Stöckl Marin Dan Adrian Cosma Valentin Samungi Constantin Tudosie Ștefan Birtalan Trainer: Nicolae Nedef |

### Mannschaftskader Platz 4 bis Platz 8
- DDR: Wolfgang Böhme, Reiner Frieske, Reiner Ganschow, Jürgen Hildebrand, Horst Jankhöfer, Wolfgang Lakenmacher, Klaus Langhoff, Peter Larisch, Peter Randt, Udo Röhrig, Josef Rose, Siegfried Voigt, Klaus Weiß, Rainer Würdig, Rainer Zimmermann, Harry Zörnack; Trainer: Heinz Seiler[2]
- Sowjetunion: Waleri Gassi, Wassili Iljin, Mychajlo Ischtschenko, Juri Klimow, Walentin Kuljow, Jurij Lahutyn, Michail Luzenko, Wladimir Maximow, Albert Oganesow, Alexander Panow, Oleksandr Rjesanow, Nikolai Semjonow, Anatoli Schewtschenko, Iwan Ussaty, Jānis Vilsons; Trainer: Anatolyj Ewtuschenko
- BR Deutschland: Herwig Ahrendsen, Hans-Jürgen Bode, Wolfgang Braun, Peter Bucher, Jochen Feldhoff, Diethard Finkelmann, Josef Karrer, Klaus Kater, Klaus Lange, Herbert Lübking, Heiner Möller, Hans-Peter Neuhaus, Uwe Rathjen, Herbert Rogge, Herbert Wehnert, Klaus Westebbe; Trainer: Werner Vick[2]
- Schweden: Björn Andersson, Bo Andersson, Dan Eriksson, Lennart Eriksson, Johan Fischerström, Göran Hård af Segerstad, Bengt Johansson, Benny Johansson, Jan Jonsson, Lars Karlsson, Michael Koch, Olle Olsson, Sten Olsson, Thomas Persson, Bertil Söderberg, Frank Ström; Trainer: Roland Mattsson
- Ungarn: János Adorján, Béla Bartalos, János Csík, László Harka, József Horváth, Sándor Kaló, István Marosi, Lajos Simó, János Stiller, István Szabó, László Szabó, Sándor Takács, István Varga, Károly Vass, Sándor Vass, Gyula Huth; Trainer: Miklós Albrecht

### Mannschaftskader Platz 9 bis 12
- Norwegen: Per Ankre, Arnulf Bæk, Pål Bye, Pål Cappelen, Carl Graff-Wang, Inge Hansen, Torstein Hansen, Roger Hverven, Ulf Magnussen, Jan Økseter, Sten Osther, Jon Reinertsen, Geir Røse, Per Søderstrøm, Harald Tyrdal, Finn Urdal, Trainer: Thor Nohr
- Polen: Zdzisław Antczak, Zbigniew Dybol, Franciszek Gąsior, Jan Gmyrek, Bogdan Kowalczyk, Zygfryd Kuchta, Andrzej Lech, Jerzy Melcer, Helmut Pniociński, Henryk Rozmiarek, Andrzej Sokołowski, Engelbert Szolc, Andrzej Szymczak, Włodzimierz Wachowicz, Robert Zawada; Trainer: Janusz Czerwiński
- Japan: Shuji Arinaga, Katsuhiko Chikamori, Kiyotaka Hayakawa, Hiroshi Honda, Masayuki Hyokai, Nobuyuki Iida, Minoru Kino, Takezo Nakai, Toshio Niimi, Kiyoshi Noda, Kenichi Sasaki, Toshihiko Shimosato
- Island: Axel Axelsson, Ólafur Benediktsson, Björgvin Björgvinsson, Hjalti Einarsson, Sigurður Einarsson, Birgir Finnbogason, Stefán Gunnarsson, Geir Hallsteinsson, Ólafur H. Jónsson, Stefán Jónsson, Jón Magnússon, Ágúst Ögmundsson, Sigurbergur Sigsteinsson, Viðar Símonarson, Gunnsteinn Skúlason, Gísli Blöndal; Trainer: Hilmar Björnsson

### Mannschaftskader Platz 13 bis 16
- Dänemark: Arne Andersen, Keld Andersen, Jørgen Frandsen, Claus From, Flemming Hansen, Jørgen Heidemann, Søren Jensen, Bent Jørgensen, Kay Jørgensen, Flemming Lauritzen, Svend Lund, Tom Lund, Thor Munkager, Vagn Nielsen, Karsten Sørensen, Jørgen Vodsgaard; Trainer: Jørgen Gaarskjær
- Vereinigte Staaten: Richard Abrahamson, Fletcher Abram, Roger Baker, Dennis Berkholtz, Larry Caton, Vincent DiCalogero, Elmer Edes, Thomas Hardiman, Rudolph Matthews, Sandor Rivnyak, James Rogers, Richard Schlesinger, Kevin Serrapede, Robert Sparks, Joel Voelkert, Harry Winkler, Trainer: Peter Buehning senior
- Spanien: Antonio Andreu, Miguel Ángel Cascallana, Fernando de Andrés, Javier García Cuesta, Jesús Guerrero, Juan Miguel Igartua, Santos Labaca, Francisco López, Juan Antonio Medina, Juan Morera, Vicente Ortega, José Perramón, José Rochel, José Manuel Taure, José Villamarín, Trainer: Domingo Bárcenas
- Tunesien: Ahmed Bel Hadj, Raouf Ben Samir, Moncef Besbès, Taoufik Djemail, Aleya Hamrouni, Mouir Jelili, Mohamed Jeljeli, Mohamed Khalladi, Mohamed Klai, Faouzi Ksouri, Moncef Oueslati, Faouzi Sebabti, Amor Sghaier, Abdelaziz Zaibi, Ridha Zitoun

## Spielball
Den offiziellen Spielball des olympischen Handballturniers produzierte die Firma Adidas. Die Modelle bekamen die Namen „Jet“ und „Bang“.